# سوریهوچوری
سوریهوچوری (به لاتین: Syrianochori) یک منطقهٔ مسکونی در قبرس شمالی است که در ناحیه گوزل‌یورت واقع شده‌است. سوریهوچوری ۸۵۰ نفر جمعیت دارد.